# Daniela Chrapkiewicz
Daniela Jadwiga Chrapkiewicz (Starogard Gdański; 9 de Março de 1948 —) é um político da Polónia. Ela foi eleito para a Sejm em 25 de Setembro de 2005 com 3657 votos em 25 no distrito de Gdańsk, candidato pelas listas do partido Prawo i Sprawiedliwość.